# Ligne de tramway M (Roubaix Tourcoing)
La ligne C est une ancienne ligne du tramway de Roubaix Tourcoing.

## Histoire
1905 : fusion de la ligne F ; attribution de l'indice M.
Le lundi 4 novembre 1940, elle reprend la desserte entre la place de Tourcoing et le Blanc-Seau à la ligne R.
Elle est supprimée le 2 avril 1951 et remplacée par deux lignes d'autobus sous les indices 10 et 11.